# Чалый (масть)

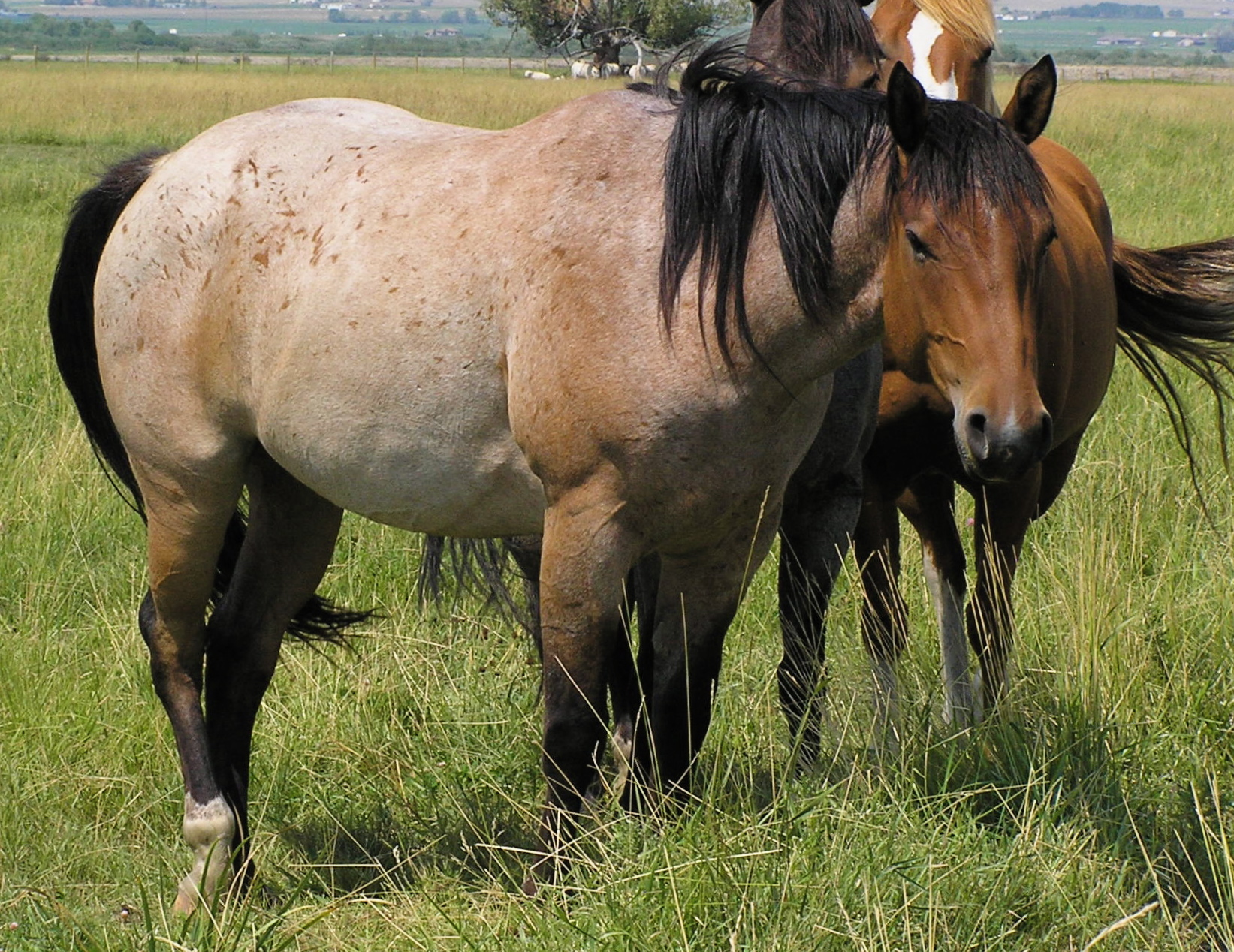

Ча́лая — масть лошади, наличие сильной примеси белых волос на фоне другого окраса лошади, причём голова и нижняя часть ног имеет меньше всего белых волос и сохраняет цвет основной масти лошади.
Чалая масть является доминантной и встречается во многих породах. Специфическая мутация, ответственная за появление чалой масти, точно не установлена, однако для некоторых пород тест ДНК позволяет её предсказывать.
Настоящая чалая масть всегда проявляется от рождения, хотя её может быть сложно заметить до отрастания волосяного покрова. В зависимости от сезона интенсивность окраски может меняться, но с возрастом, как правило, остаётся прежней в отличие от серой, которая светлеет.